# Дворец в Беловеже

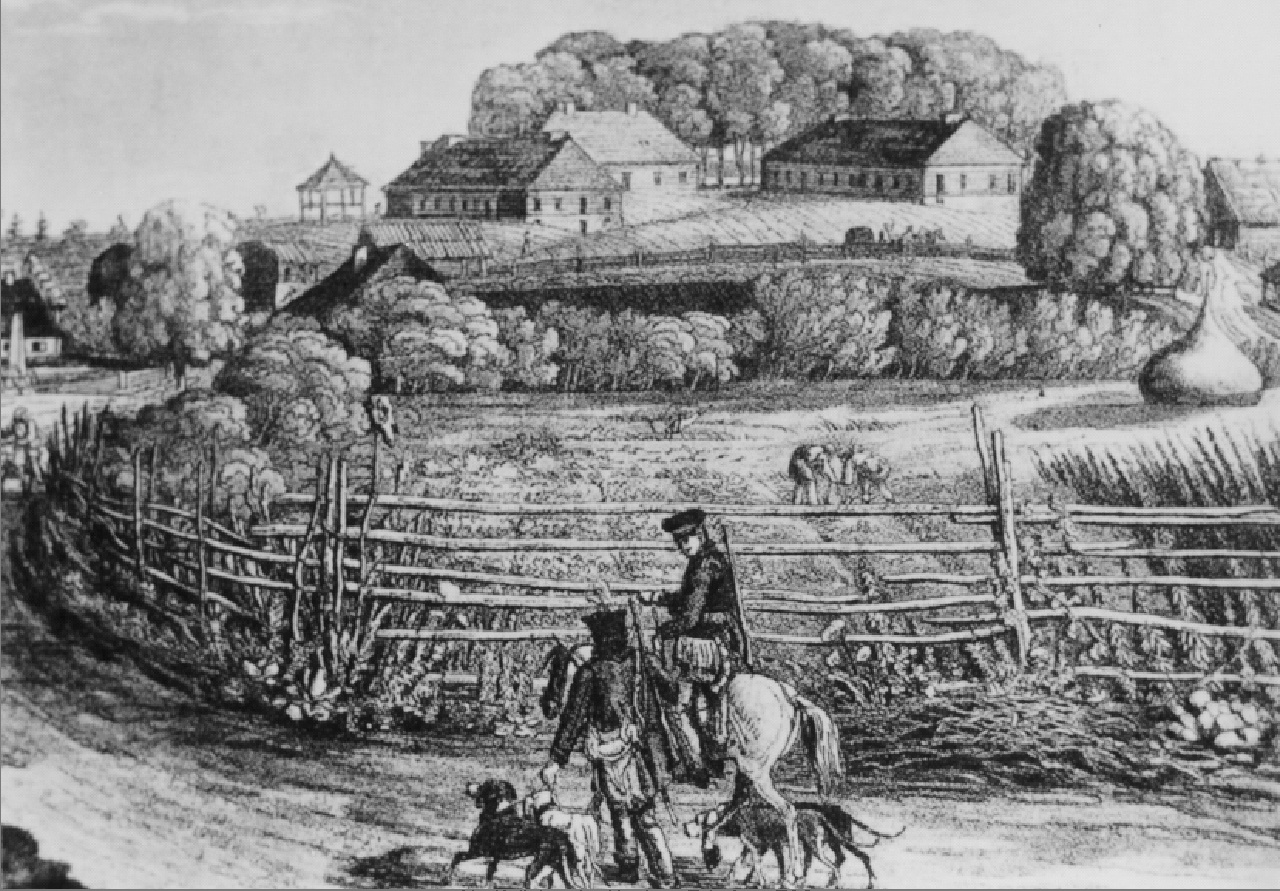
Гравюра 1821 года изображает охотничий дом Августа III и два павильона, построенных при короле Станиславе Понятовском. Слева виднеется обелиск.

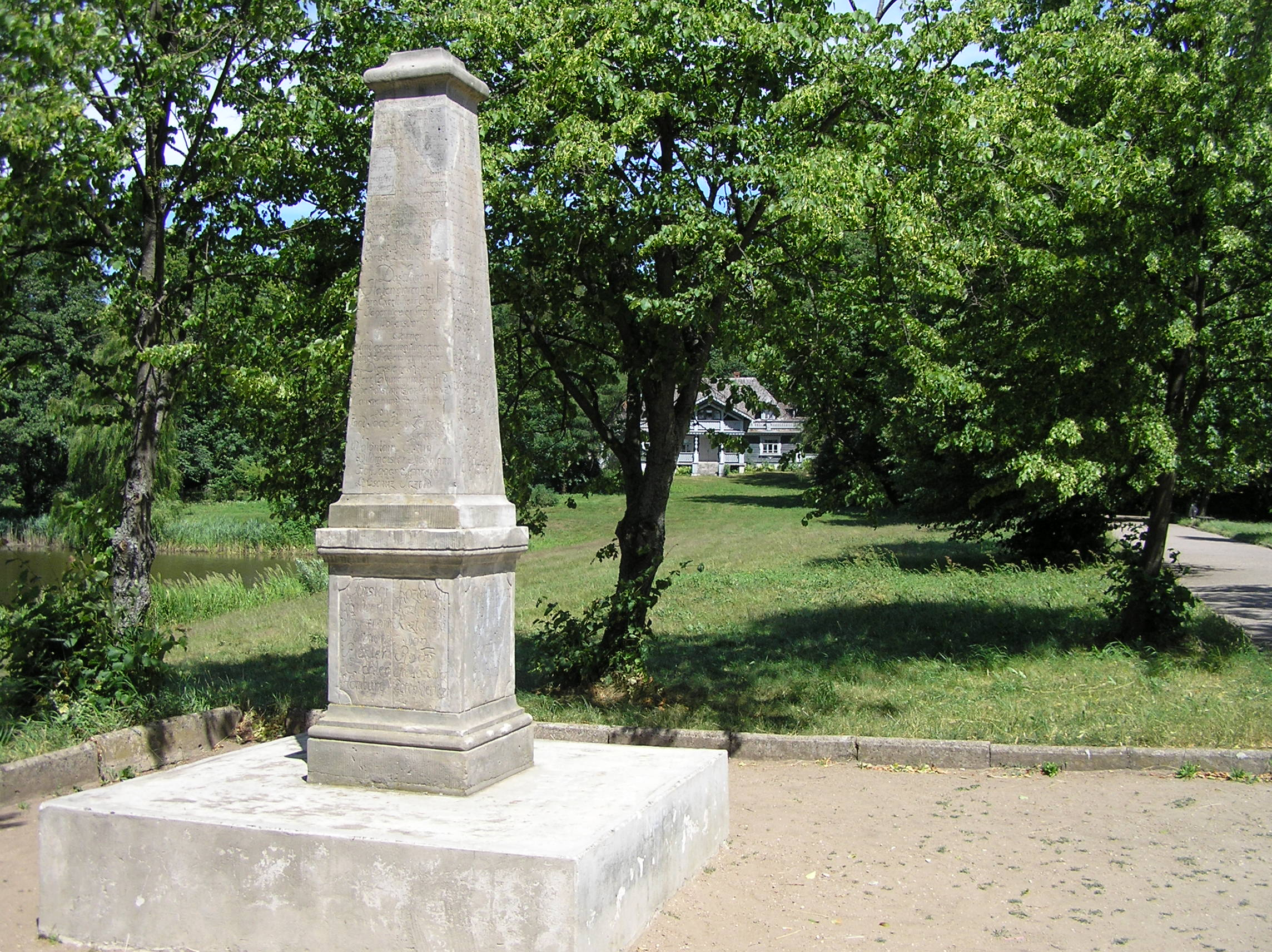
Обелиск, посвящённый охоте Августа III в 1752 году.

Дворец в Беловеже был построен на территории Беловежской пущи в 1889—1894 годах, в июле 1944 года во время военных действий серьёзно пострадал от пожара, его руины простояли до 1961 года, после чего решением правительства ПНР они были взорваны и расчищены.

## Предыстория
Во время археологических раскопок на месте бывшей охотничьей резиденции в Беловеже были обнаружены остатки постройки второй половины XVI века, вероятно охотничьего дома польского короля и великого князя Литовского Сигизмунда I. В охотничьем доме, который был построен в 1639 году во времена правления династии Ваза, вполне вероятно останавливались охотившиеся в пуще Владислав IV (в 1643 году) и Ян Казимир (в 1650 году). Этот дом сгорел в 1658 году во время Русско-польской войны (1654—1667). В XVIII веке рядом с местом, где стоял дом времён Ваза, был построен новый охотничий дом, в котором остановились на время охоты в сентябре 1752 года польский король Август III вместе со своей супругой и двумя сыновьями (об этой охоте свидетельствует памятная надпись на сохранившемся обелиске из песчаника в парке). В августе 1784 года в этом доме остановился последний польский король Станислав Август Понятовский. Дом, вероятно, был уничтожен в 1831 году во время военных действий в пуще, связанных с Польским восстанием.

## Царская резиденция

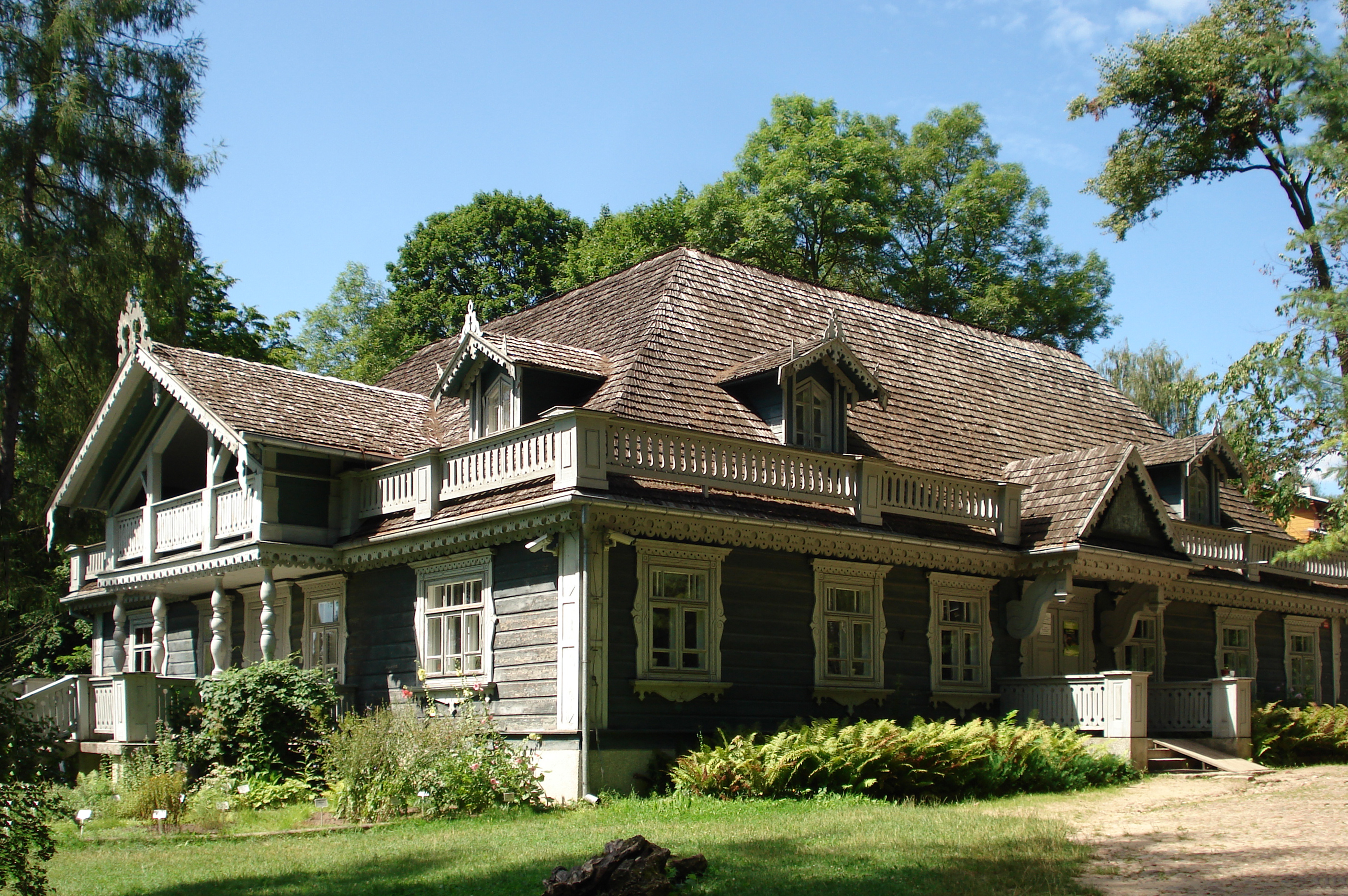
Усадьба губернатора во Дворцовом парке старше самого дворца на 50 лет.

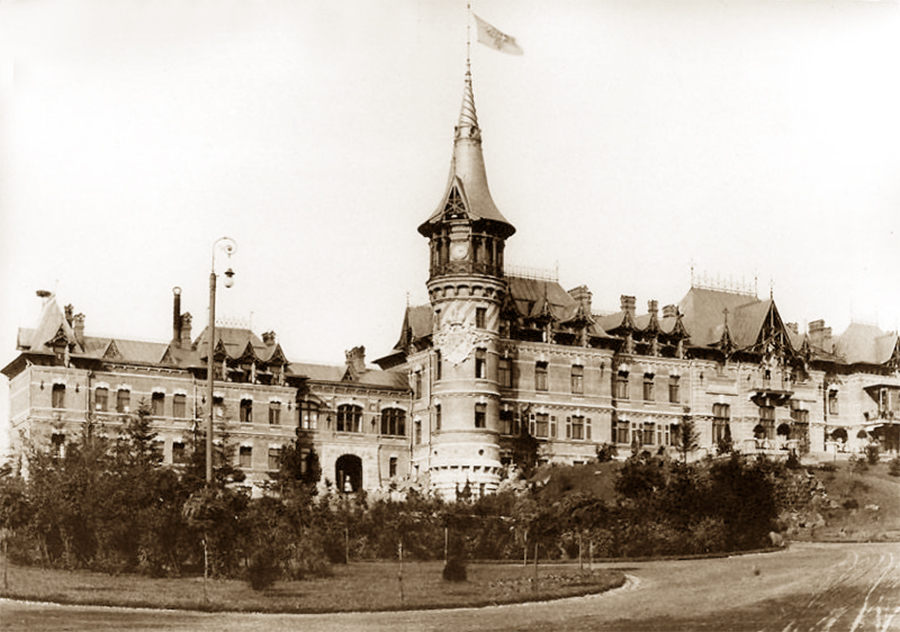
Вид на дворец со стороны Наревки.

В 1888 году Александр III издал указ о передаче Беловежской пущи в собственность императорской семьи, под управление Департамента уделов (в обмен удельное ведомство передало в казну примерно такую же площадь удельных лесов в Симбирской и Орловской губерниях). Для размещения императорской семьи во время охот Александр III в 1889 году принял решение построить охотничий дворец. Для его строительства выбрали возвышенное место в Беловеже на берегу Наревки. Зрительный эффект возвышения со стороны реки усиливала оборонительная батарея, построенная в 1812 году. Строительство Дворца началось в 1889 году по проекту, выполненному графом Николаем Ивановичем де Рошфором. К 1894 г. строительство было закончено, и Александр III успел один раз приехать на охоту в Пущу. По распоряжению Николая II, однако, проект по отделке дворца был изменен на более роскошный, удорожив общую смету в 10 раз. Кирпичное двухэтажное здание дворца, дополненное подвальными помещениями и мансардами, было построено в духе средневекового замка, имело две высокие башни с круглыми остроконечными крышами на западном и восточном углах. Прочность кирпичной кладки обеспечивал привозной портландцемент. Кирпич делался на месте. В отделке и меблировке дворца представлены были все породы деревьев, которыми изобилует пуща: сосна, ель, дуб, граб, берёза, клён, ольха и осина. Все паркеты были уложены по тонкому слою сухого песка, чтобы уменьшить гулкость шагов. Каждая комната, в том числе для свиты, имела свою отделку, которая не повторялась в других комнатах. В одной из свитских комнат стены были оклеены старыми почтовыми марками со всего мира. Другая комната была отделана, вплоть до мебели, игральными картами. Большинство комнат имели своё название. Например: великокняжеские покои «Со львами», «Берестовая», «Сосновая». Комнаты свиты назывались: «Ночь», «Заря», «Красная», «Зелёная», фрейлинские комнаты: «Маки», «Беседка». Ванные комнаты имели бассейны.
В 1913 году в здании администрации (около 2 км от дворца) была завершена постройка крыла для музея природы пущи, который открылся в 1914 году. Основу музея составили коллекции пущанской фауны и флоры. Картины, гравюры, а также фотографии иллюстрировали красоту природы и жизнь в пуще. Имелась небольшая экспозиция по охотничьему хозяйству (модели кормушек и пр.), борьбу с браконьерами (изъятое у них оружие и даже ветеринарная экспозиция.

## Дворцовый парк

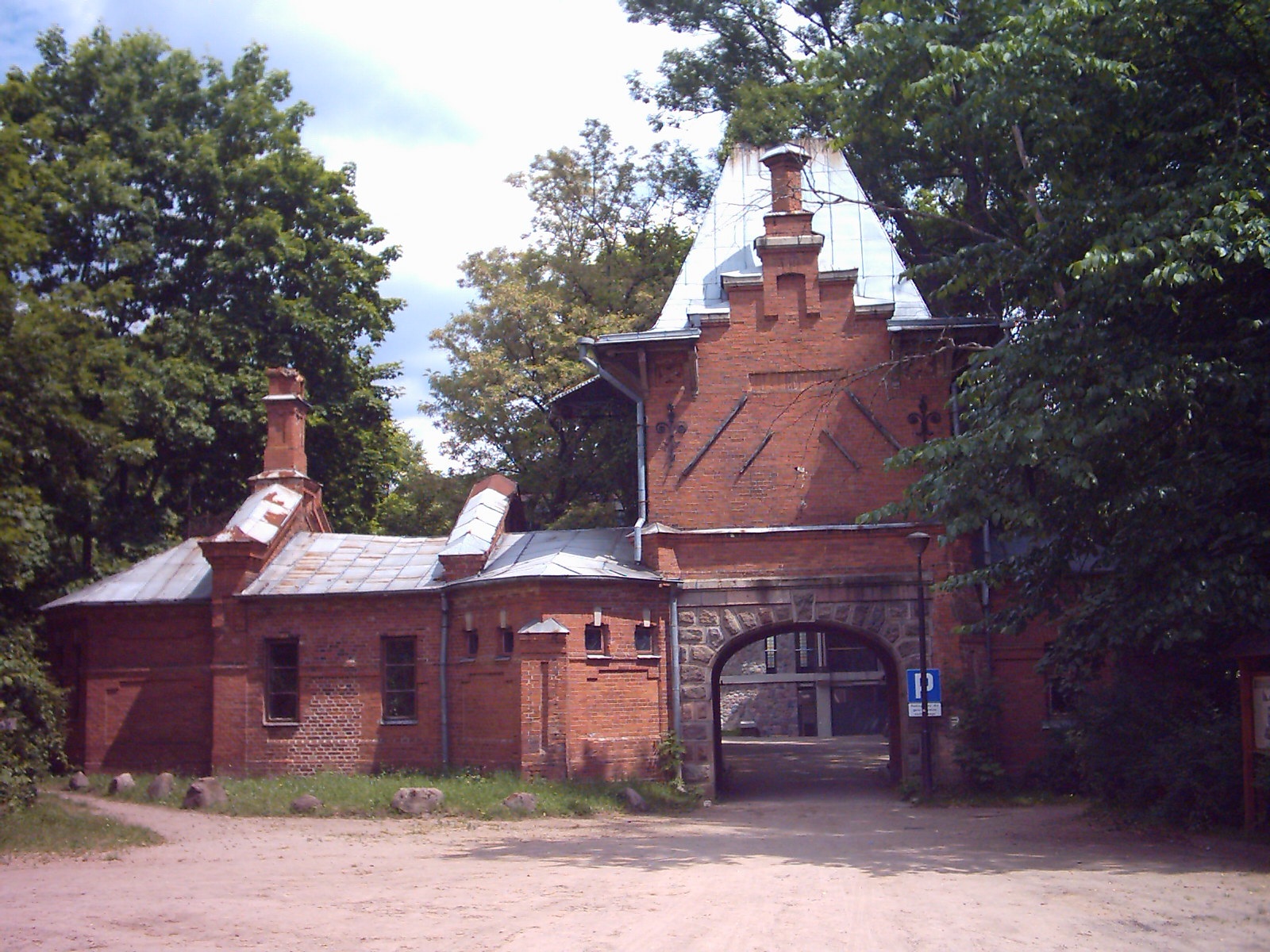
Дворцовые ворота остались со времен дворца. В них размещались караульня и арсенал.

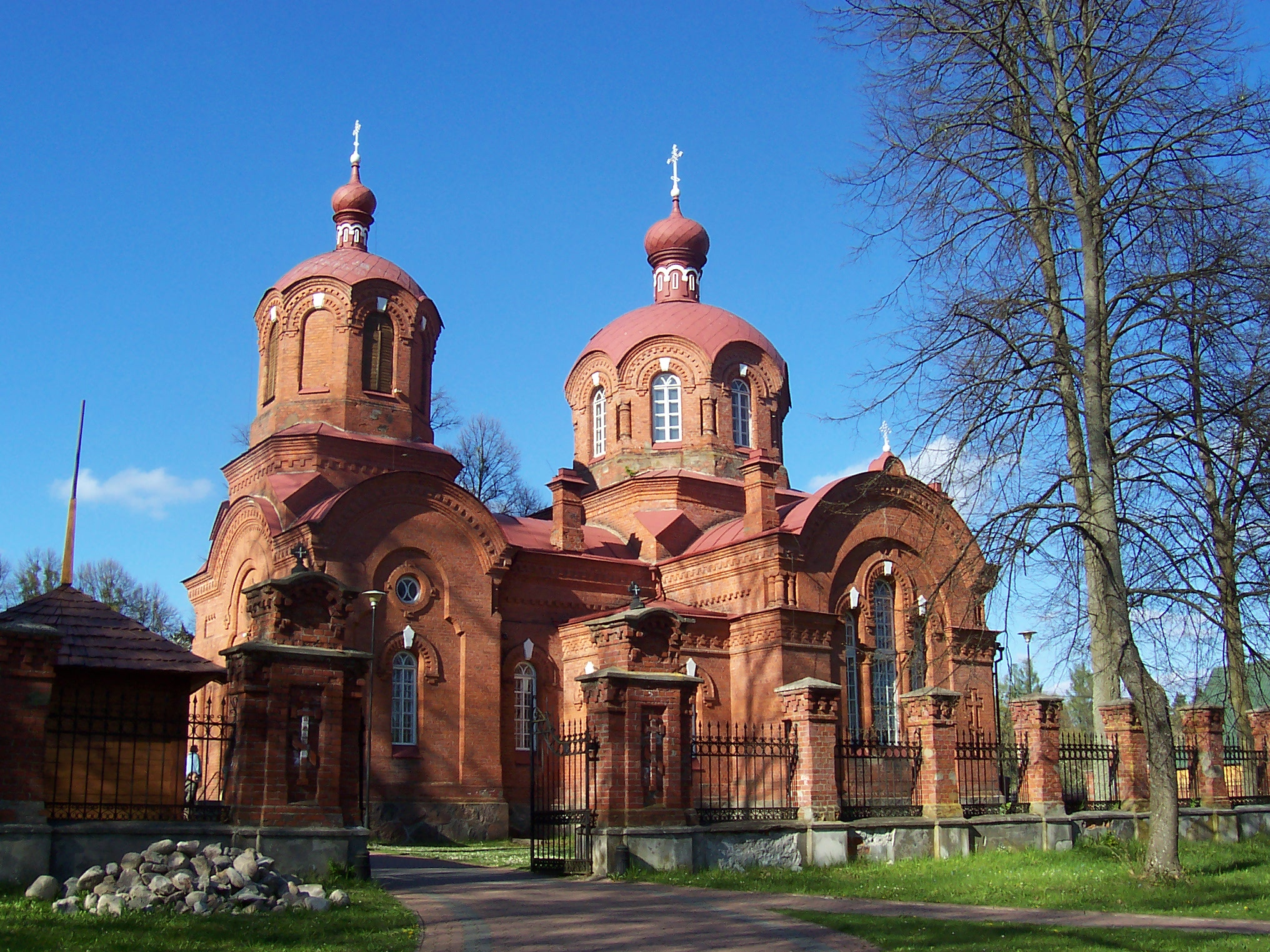
Церковь св. Николая Чудотворца в Беловеже

Вместе со строительством Дворца был заложен парк в английском стиле площадью 50 га. С одной стороны из дворца был виден равнинный парковой пейзаж, с другой — открывалась великолепная перспектива: прямо у Дворца начинался крутой склон, уходящий вниз к реке Наревка, а дальше у реки виднелись крестьянские луга и поля. Для придания дворцово-парковому ансамблю большей живописности склон выложили диким камнем и пустили по ним вьющийся плющ, а далее в долине реки по проекту Валерия Кроненберга были созданы два пруда, разделённые дамбой. Запруда на реке обеспечивала наполнение прудов водой. От дворца по склону спускалась дорога и далее по дамбе шла через парк к железнодорожной платформе. Для скорейшего формирования паркового древостоя высаживали взрослые деревья. Забор парка напоминал ограду Летнего сада в Санкт-Петербурге. Украшением дворцово-паркового ансамбля являлись Дворцовые ворота и церковь святого Николая Чудотворца, построенная по проекту виленского архитектора Пименова и освящённая 22 января 1895 года. По своему убранству она считалась самой красивой в Гродненской губернии. Иконостас в церкви был выполнен из китайского фарфора, привезённого из Петербурга. В настоящее время — это единственный иконостас из фарфора во всей Польше. Ворота и храм, сохранившиеся до сегодняшнего дня, создавались одновременно с Дворцом, поэтому имеют с ним много общих черт. Их красная кирпичная кладка напоминает о великолепии былого Дворца.

## Транспорт
В июне 1894 года началось строительство железнодорожной ветки из Бельска в Хайнувку. Оттуда в Беловежу вело шоссе. Ветку построили за 58 дней, по тем временам это был рекорд. В 1897 году от Хайнувки ветку продлили до Беловежи почти под самый Дворец для более удобного проезда августейших особ на охоту, а возле железнодорожной платформы был построен царский павильон Беловежа Дворец. В 1903 году развернулось строительство военно-стратегического шоссе Бельск—Пружаны, которое связало Беловежу с Хайнувкой. Шоссе проходило рядом с Дворцом. Семья императора присутствовала на открытии шоссе 25 августа 1903 года.

## Годы лихолетья
С началом Первой мировой войны Дворец функционировал в обычном режиме. Но с продвижением боевых действий на восток принимается решение об эвакуации дворцового имущества. После составления «Описи имущества, эвакуированного по военным действиям» значительная часть дворцового имущества тщательно упаковывается и 7 августа 1915 года отправляется со станции Беловежа в Москву в двух вагонах и на одной платформе. С августа 1915 года хозяйничали здесь военные кайзеровской Германии, в 1918 году они перед отступлением вывезли из Дворца, что там ещё оставалось из убранства и инвентаря.
В 1922 году местные повятовые власти провели ремонт и приспособили помещения Дворца под свои административные нужды. Вскоре повят был упразднён и Дворец поменял своё назначение. В левом крыле частично был создан музей пущи и библиотека. Часть помещений заняла фирма Центура. Для деревенских католиков в бывшей дворцовой столовой действовала часовня с 1921 года вплоть до 1934 года — момента постройки в Беловеже римско-католического костела. В 1929-1936 годах в западной части Дворца располагалась государственная школа лесничих. Часть здания отвели под апартаменты президента Игнация Мосцицкого, которые были пополнены новыми картинами. Пол спальни президента застелили тяжёлым ковром с узором белого орла на красном полотне, а стены и потолок холла украсили картинами, изображающими головы лесных зверей. В остальных помещениях тематика картин приобрела мифологический оттенок.
Здесь принимали многих видных гостей, министров иностранных дел и других государственных деятелей, приезжавших в Польшу. В их числе были представители гитлеровской Германии Геринг и Гиммлер, прибывшие в Беловежу на охоту. За неделю до начала Второй мировой войны в западной части Дворца разместился военный госпиталь, который был эвакуирован на восток 11 сентября 1939 года.
Когда в сентябре 1939 года в пущу вошли войска Красной Армии, Дворец был взят под охрану. Красноармейцев разместили в бывших царских казармах, практически не претерпевших к этому времени никаких изменений. В советский период в 1939—1941 годах во Дворце была сделана попытка создания научного центра.
Во время гитлеровской оккупации в 1941—1944 годах во Дворце орудовали военные, которые разместили в нём штаб одного из подразделений Абвера Horn, которое подчинялось отделу фронтовой разведки Ost-1. В стенах дворца разрабатывались многие разведывательные операции против Советского Союза. Здесь бывали Геринг и другие высокопоставленные чины Вермахта, прибывшие в пущу на охоту. Во время освобождения пущи от немецко-фашистских захватчиков в ночь с 16 на 17 июля 1944 года венгерские отряды, воевавшие на стороне гитлеровской Германии, подожгли Дворец. В пожаре погибли собрания пущанского бортничества, коллекция насекомых, ценный гербарий произрастающих в пуще растений, собранный профессором И. К. Пачоским. Пострадала библиотека, а также собрание негативов пущи.
Руины Дворца простояли до 1961 года. В настоящее время на его месте размещаются дирекция Беловежского национального парка, музей природы, ресторан и гостиница.

## Литература

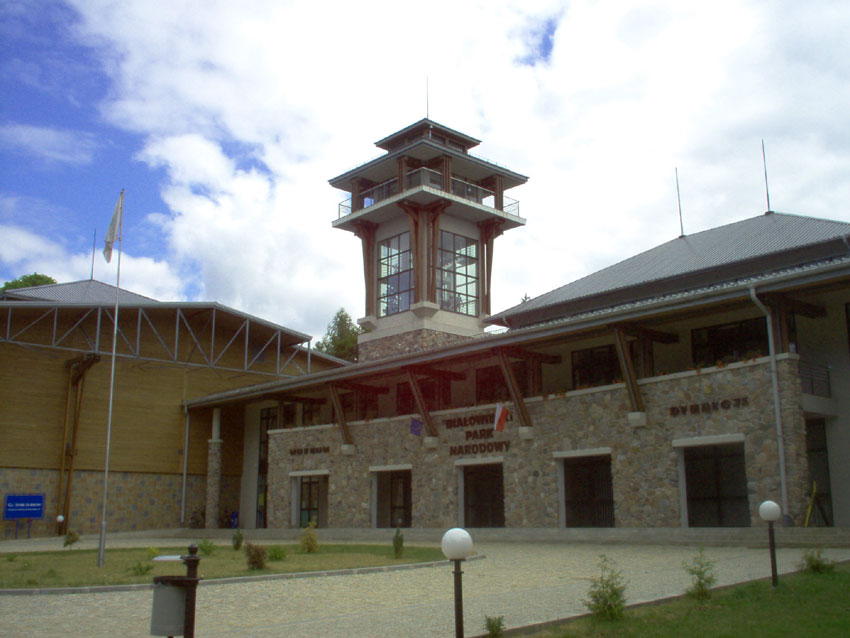
Здание дирекции Беловежского национального парка и музея стоит на месте бывшего дворца